# تازة كند (هريس)
تازة كند هي قرية في مقاطعة هريس، إيران. عدد سكان هذه القرية هو 18 في سنة 2006.